# 이영찬 (1959년)
이영찬(李永燦, 1959년 3월 15일 ~ , 서울)은 대한민국의 공무원으로, 고위공무원인 제4대 보건복지부 차관이었다. 

## 학력
- ~ 1978: 서울 한영고등학교 졸업
- ~ 1982: 경희대학교 법률학 학사
- ~ 1984: 경희대학교 대학원 행정학 석사
- ~ 1988: 서울대학교 대학원 정책학 석사
- ~ 1993: 런던정치경제대학교 대학원 사회복지학 석사
- ~ 2003: 경희대학교 대학원 행정학 박사

## 경력
- 1984: 제27회 행정고시 합격
- 1999: 보건복지부 복지정책과 과장
- ~ 2001: 보건복지부 연금제도과 과장
- 2001 ~ 2003: 대통령비서실 정책기획수석실 행정관
- 2003: 보건복지부 건강정책과 과장
- 보건복지부 구강보건과 과장
- 보건복지부 복지정책과 과장
- 보건복지부 연금제도과 과장
- 보건복지부 조직인사담당관
- 2004 ~ 2005: 보건복지부 혁신인사기획관
- 2006 ~ 2007: 보건복지부 홍보관리관
- 2007 ~ 2008: 보건복지부 보건의료정책본부 본부장
- 2008: 보건복지부 건강보험정책관
- 2009 ~ 2012: 주 제네바 유엔사무처 주재관
- 경희대학교 겸임교수
- 2013.03 ~ 2014.07: 새누리당 보건복지위원회 수석전문위원
- 2013.03 ~ 2014.07: 보건복지부 차관
- 2015.08 ~ 2019.09: 한국보건산업진흥원 원장
- 옛 자유한국당 정치인
- 2019 ~ 2022: 경제규제행정컨설팅(ERAC) 고문
- 2023.08 ~ : 법무법인(유한) 태평양 헬스케어팀 고문
- 국무총리 규제혁신추진단 자문단 보건·의료 담당

| 전임 최원영 | 제4대 보건복지부 차관 2013년 3월 13일 ~ 2014년 7월 24일 | 후임 장옥주 |

| 전임 진영 | 보건복지부 장관 직무대행 2013년 9월 30일 ~ 2013년 12월 2일 | 후임 문형표 |